# 요네키쓰 마사요시
요네키쓰 마사요시(일본어: 米津政懿, 1788년 ~ 1853년 12월 25일)는 일본 에도 시대의 다이묘로, 나가토로번의 2대 번주이다. 초대 번주 요네키쓰 미치마사의 맏아들이며, 어릴적 이름은 산타로(三太郎)이다. 관위는 종5위하, 이세노카미, 엣추노카미이다.
간세이 5년(1793년) 12월 3일에 세자가 되었다. 간세이 11년(1799년) 12월 8일에 아버지가 은거하자 그 뒤를 이어 번주가 되었고, 분카 3년(1806년) 12월 16일에 종5위하에 서임되었다. 가에이 6년(1853년) 11월 25일에 66세의 나이로 사망하였다. 원래는 요네키쓰 마사아쓰를 양자로 삼았으나 덴포 14년(1843년)에 마사아쓰가 사망하여 후사를 잇지 못하였고, 그 후 양자가 된 요네키쓰 마사야스가 번주직을 계승하였다.
| 전임 요네키쓰 미치마사 | 제2대 나가토로번 번주 1799년 ~ 1853년 | 후임 요네키쓰 마사야스 |